# Annick Petrus
Pour les articles homonymes, voir Petrus.
Annick Petrus, née le 5 janvier 1961 à Pointe-à-Pitre, est une femme politique française. Membre de l'Union pour la démocratie (et des Républicains), elle est élue sénatrice de Saint-Martin en 2020.

## Biographie
Née le 5 janvier 1961 en Guadeloupe d'une mère saint-martinoise et d'un père guadeloupéen, elle étudie les sciences de l'éducation à l'université des Antilles et de la Guyane.
Elle est directrice de l'école Émile-Larmonie à Cul-de-Sac.
Elle est élue conseillère territoriale de Saint-Martin aux élections territoriales de 2017, sur la liste de l'Union pour la démocratie conduite par Daniel Gibbs, et devient vice-présidente de la collectivité chargée de l’éducation et du Pôle Solidarité Familles,.
Au second tour des élections sénatoriales de 2020 à Saint-Martin, elle est élue sénatrice avec 68,2 % des suffrages exprimés. Elle siège au sein du groupe LR.

## Affaire judiciaire
Mediapart rapporte que le 4 mai 2025, Annick Petrus est arrêtée à l'aéroport de Roissy avec une valise remplie de 22 kilos de cigarettes. Les 110 cartouches non déclarées des marques Marlboro et Philip Morris, d'une valeur de 14 250 euros, sont saisies par les douanes françaises. Risquant jusqu'à trois ans de prison,, elle reconnaît l'infraction et bénéficie d'un « arrangement transactionnel » sans même que la justice ne soit saisie. Annick Petrus accepte de payer l'amende de 4 900 euros de sa poche, et la destruction de la marchandise, mais confesse avoir été remboursée par la personne à qui appartenait la valise.